# Communauté de communes la Brie centrale
La communauté de communes la Brie Centrale est une ancienne communauté de communes française, située dans le département de Seine-et-Marne en région Île-de-France.

## Historique
La Communauté de communes La Brie Centrale a été créée le 21 décembre 2004,.
Au regroupement des 6 communes initiales viennent s'ajouter:
- Champeaux le 1er janvier 2006
- Argentières le 1er janvier 2010 qui s'est retirée de la Communauté de communes de l'Yerres à l'Ancœur.

Dans le cadre des dispositions de la loi portant nouvelle organisation territoriale de la République (Loi NOTRe) du 7 août 2015, qui prévoit que les établissements publics de coopération intercommunale (EPCI) à fiscalité propre doivent avoir un minimum de 15 000 habitants (et 5 000 habitants en zone de montagnes), la communauté de communes la Brie centrale fusionne avec ses voisines pour former, le 1er janvier 2017, la communauté de communes Brie des Rivières et Châteaux. Toutefois Verneuil-l'Étang rejoint la communauté de communes de la Brie nangissienne.

## Territoire communautaire

### Composition
En 2016, la communauté de communes regroupait les 8 communes suivantes :
| Nom                      | Code Insee | Gentilé        | Superficie (km2) | Population (dernière pop. légale) | Densité (hab./km2) |
| ------------------------ | ---------- | -------------- | ---------------- | --------------------------------- | ------------------ |
| Verneuil-l'Étang (siège) | 77493      | Verneuillais   | 7,81             | 3 223 (2014)                      | 413                |
| Andrezel                 | 77004      | Andrezeliens   | 8,08             | 285 (2014)                        | 35                 |
| Argentières              | 77007      | Argentiers     | 2,57             | 392 (2014)                        | 153                |
| Beauvoir                 | 77029      | Bellevidériens | 3,94             | 202 (2014)                        | 51                 |
| Champdeuil               | 77081      | Champdeuillais | 3,97             | 725 (2014)                        | 183                |
| Champeaux                | 77082      | Campéliens     | 13,05            | 821 (2014)                        | 63                 |
| Fouju                    | 77195      | Forjaviens     | 7,81             | 584 (2014)                        | 75                 |
| Yèbles                   | 77534      | Yébuliens      | 11,68            | 803 (2014)                        | 69                 |

### Démographie
| 1968  | 1975  | 1982  | 1990  | 1999  | 2009  | 2014  |
| ----- | ----- | ----- | ----- | ----- | ----- | ----- |
| 3 358 | 3 907 | 4 503 | 5 911 | 6 600 | 6 600 | 7 035 |

## Organisation

### Siège
Le siège de la communauté de communes était en mairie de Verneuil-l'Étang,.16 rue Jean Jaures. 

### Élus
La communauté était administrée par un conseil communautaire constitué de conseillers municipaux de chacune des communes membres.
- Mode de représentation: égalitaire
- Nombre total de délégués: 24
- Nombre de délégués par commune: 3 délégués par commune
- Soit en moyenne: 1 délégué pour 277 habitants

### Liste des présidents
| Période    | Période       | Identité         | Étiquette | Qualité                                                                                       |
| ---------- | ------------- | ---------------- | --------- | --------------------------------------------------------------------------------------------- |
| avant 2011 | décembre 2016 | Christian Cibier | PS        | Contrôleur de Travaux Maire de Verneuil-l'Étang (2008 → ) Conseiller général de Mormant (2011 |

### Compétences
L'intercommunalité exerçait les compétences qui lui avaient été transférées par les communes membres, dans les conditions fixées par le code général des collectivités territoriales.

### Régime fiscal et budget
La communauté de communes est un établissement public de coopération intercommunale à fiscalité propre.
Afin de financer l'exercice de ses compétences, la communauté de communes perçoit une fiscalité additionnelle aux impôts locaux des communes, sans fiscalité professionnelle de zone (FPZ ) et sans fiscalité professionnelle sur les éoliennes (FPE).
Elle collecte également la taxe d'enlèvement des ordures ménagères (TEOM), qui finance ce service public.